# إينامين

البنية العامة للإينامين

الإينامينات في الكيمياء هي مجموعة من المركبات الكيميائية غير المشبعة المشتقة من تكاثف ألدهيد أو كيتون مع أمين ثانوي. تعد الإينامينات من المركبات الوسطية شائعة الانتشار والاستخدام.

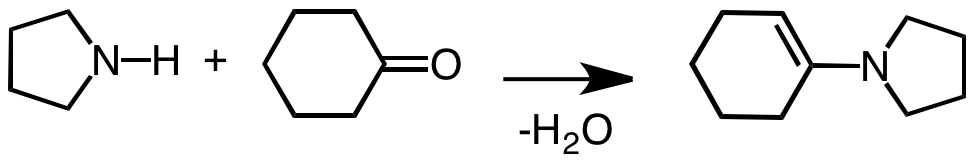
مثال على تفاعل تحضير أحد مركبات الإينامين.

اشتقت تسمية الإينامين من السابقة إين en، والتي تستخدم عادة كلاحقة للإشارة إلى الألكينات، ومن الجذر أمين. وذلك بشكل مشابه في حالة الإينولات، والتي هي كحولات غير مشبعة.

## اقرأ أيضاً
- إينول